# Saber (artiste)
Pour les articles homonymes, voir Saber.
 (novembre 2019).
Si vous disposez d'ouvrages ou d'articles de référence ou si vous connaissez des sites web de qualité traitant du thème abordé ici, merci de compléter l'article en donnant les références utiles à sa vérifiabilité et en les liant à la section « Notes et références ».
Saber (Glendale (Californie), 1976) est un graffeur et peintre américain travaillant à Los Angeles. 

## Biographie
Saber est diplômé de la Thousand Oaks High School et a fréquenté le San Francisco Art Institute.
Il a peint dans la région de Los Angeles et à San Francisco, et a été interviewé par Juxtapoz Art & Culture Magazine pour le numéro de juillet 2007.

## Critiques
Le Washington Post l'a décrit comme l'un des « artistes les plus respectés et les plus respectés » dans son domaine.